# Leptophyes intermedia
Leptophyes intermedia is een rechtvleugelig insect uit de familie sabelsprinkhanen (Tettigoniidae). De wetenschappelijke naam van deze soort is voor het eerst geldig gepubliceerd in 2010 door Ingrisch & Pavicevic.